# Kasteel Rakvere
Kasteel Rakvere is een middeleeuws kasteel bij de Estse stad Rakvere, gebouwd als een burcht van de Duitse Orde onder de naam Wesenberg (zie Baltische Duitsers).  Het raakte in verval tijdens de Pools-Zweedse oorlog en verloor toen zijn militaire functie. Tegenwoordig wordt het gebruikt als een museum.
Altja vishutten en taverne · Burgerhuismuseum · Ests politiemuseum · Kasteel Palmse · Kasteel Rakvere · Kasteel Toolse ·  Rehbinderhuis ·  Sagrits museum